# 溪州長老教會
台灣基督長老教會溪州教會位於臺灣彰化縣溪州鄉，地址為彰化縣溪州鄉中山路三段462號，是台灣基督長老教會彰化中會員林區所轄的教會之一，也是溪州鄉唯一的一間基督教教會。

## 教會開設前
崙雅時期：
溪州地區最早是由一位信徒名叫許定田傳福音，1909年至1910年間他帶領了溪州鄉圳寮村的幾位村民信主。他們每星期日由溪州步行經過北斗到社頭鄉崙雅村參加禮拜（崙雅是社頭地區最早的禮拜地點）。
東州時期：
1918年，英國蘇格蘭籍梅鑑霧（Campbell N. Moody）牧師和許定田長老召集溪州鄉東州村信徒於當時日治臺灣臺中廳北斗支廳舊眉東州（今彰化縣溪州鄉東州村）成立「溪州基督教布道所」。
北斗時期：
1923年，由於當時「溪州基督教布道所」人數增加引起當時日本籍北斗郡郡守石渡英吉長老的關心，所以他和當時北斗街有志林伯餘、陳宇宙等人商議將布道所遷至北斗，也因此當年的7月12日在北斗街宮前路租一店鋪開設「北斗基督教布道所」。1926年，教會遷移至元市街現址購地買屋，終止承租的方式。1936年3月10日，北斗教會升格為堂會。

## 教會開設後
1955年2月8日，長老教會台中中會於田中教會召開春季議會時，決議設立溪州等八所教會。1958年，由於北斗教會聚會人數急速增加，且大部分信徒來自溪州，時任北斗教會許天賜牧師認為分設教會的時機已成熟，此年6月，長執會在溪州國小前買到一塊約三百坪的荒地，於同年10月10日動工。1959年1月2日，溪州教會落成舉行開設禮拜，1月27日升格為堂會。同年4月4日舉行獻堂典禮，10月以前將原屬北斗長老教會溪州堂會的會員移轉至溪州教會，計130名。從此至今，溪州教會是溪州鄉地區唯一的基督教信仰中心，也是唯一的一間基督教教會。

## 建築
教會開設之前的「溪州基督教佈道所」時期使用竹材造三間上蓋蔗葉的平房做為禮拜堂使用。1923年，佈道所遷於北斗後在1926年時於北斗長老教會現址購地買屋也將原屋改建竹造房屋為禮拜堂用。教會開設之後的現時建築為第一代建築，米黃色的外觀與尖塔造型建築，於1958年10月10日興建，1959年1月2日落成。

## 歷任牧者
| 任別       | 姓名   | 任職起始   | 任職結束   | 備註                                                                  |
| ---------- | ------ | ---------- | ---------- | --------------------------------------------------------------------- |
| 宣道師     | 施恩賜 | 1958年10月 | 1959年9月  |                                                                       |
| 牧師       | 林卻生 | 1959年8月  | 1960年5月  |                                                                       |
| 第一任牧師 | 許文雄 | 1960年9月  | 1965年11月 | 曾任職長老教會台中中會議長。                                          |
| 第二任牧師 | 林徽熊 | 1966年1月  | 1967年1月  |                                                                       |
| 第三任牧師 | 許天賜 | 1967年5月  | 1971年8月  | 「溪州基督教布道所」創立人許定田長老之子。 曾任職台中沿海宣道會董事。 |
| 第四任牧師 | 許文耀 | 1971年8月  | 2007年1月  | 「溪州基督教布道所」創立人許定田長老之子。 本會卸任後即退休。         |
| 牧師       | 楊忠輝 | 2006年8月  | 2009年9月  |                                                                       |
| 第五任牧師 | 陳睦虔 | 2010年8月  | 2018年12月 | 2015年3月封牧                                                         |
| 第六任牧師 | 廖聰翰 | 2019年7月  | 現職       | 2019年7月封牧                                                         |

## 姊妹教會
- 豐丘長老教會：位於南投縣信義鄉豐丘村，於1968年締結。

## 合作單位
- 彰化YMCA：2008年起合辦暑假品格夏令營、社區兒童週末營
- 豐丘長老教會：2016年起合辦主日學聯合冬令營、聖誕節聯合音樂禮拜。
- 唯愛藝術關懷協會：前身為「天國舞蹈藝術文化關懷協會」，由周杰倫的前舞蹈老師趙偉宏老師成立，2015年起合辦歡樂舞蹈營。

## 歷史年表
- 1958年6月：北斗長老教會長執會於溪州鄉溪州國小前買到一塊約三百坪的荒地。
- 1958年10月10日：本會建築動工。
- 1959年1月2日：本會建築完工，興建米黃色的外觀與尖塔造型建築，並舉行設教禮拜。
- 1959年1月27日：升格為堂會。
- 1959年4月4日：舉行獻堂禮拜。
- 1959年10月：約130名會友從北斗長老教會移轉。
- 1963年8月：設立仁愛托兒所。
- 1968年：與豐丘長老教會締結姊妹教會。
- 2007年：仁愛托兒所停辦。
- 2008年：與彰化YMCA合辦暑假品格夏令營。
- 2015年：與唯愛藝術關懷協會合辦歡樂舞蹈營。
- 2015年4月4日：與唯愛藝術關懷協會合辦舉行公益快閃活動，分別於員林車站、草屯寶島時代村、台中大遠百等地舉辦[1][2]。
- 2016年：與豐丘長老教會合辦主日學聯合冬令營、聖誕節聯合音樂禮拜。
- 2019年10月26日：舉行設教60週年感恩佈道晚會，磐石現代樂團首度於此舉行行走/詩歌佈道會。
- 2019年10月27日：舉行設教60週年感恩禮拜。

## 外部連結
- 溪州教會-台灣基督長老教會 （页面存档备份，存于）資料
- 溪州長老教會的Facebook專頁